# Jacobus Tollius
Jakob Tollius (Rhenen, 1633 – Utrecht, 1696) è stato un letterato olandese, autore di opere e traduzioni in Latino.

## Biografia
Tollius era il fratellastro minore di Alexander e Cornelis Tollius, professori all'Università di Harderwijk. Ad Harderwijk studiò lettere e medicina, ottenendo un dottorato in quest'ultima. Dopo aver lavorato come segretario di Nicolaas Heinsius, divenne capo della Scuola di Latino a Gouda. Fu poi rimosso da questa posizione dopo una controversia sulle sue opinioni liberali. Divenne infine professore a Duisburg, dove in seguito si dimise dopo essersi convertito alla fede cattolica.
Tollius iniziò a girovagare all'estero, principalmente in Italia, e morì in totale miseria a Utrecht.
Tollius fu un rinomato studioso di lingue e antichità classiche e pubblicato e commentato autori come Lucanus e Pseudo-Longinus. Eseguì inoltre traduzioni dall'Italiano verso il Latino.

## Opere
- Epistolae Itinerari, Amsterdam, 1700.